# Antiochus IV
Antiochus IV Epiphanes (ἐπιφανής / epiphanès is Grieks voor verschenen (God)) (c. 215 - 164 v.Chr.), eigenlijke naam Mitrades was van 3 september 175 tot november/december 164 v.Chr. koning van de hellenistische Seleuciden.
Hij was een zoon van Antiochus III de Grote en een broer van Seleucus IV Philopator. Het gebied van de Seleuciden besloeg toen een groot gebied van het Midden-Oosten, met als kerngebied het huidige Syrië. Ook Judea, Samaria en Galilea, de Libanon en delen van het huidige Irak maakten deel uit van zijn rijk.
Antiochus voerde van 170 tot 168 strijd tegen de rivaliserende Ptolemaeën in Egypte, die hij bijna wist te verslaan. Ingrijpen van de Romeinen, die met hun vloot naar Alexandrië waren overgestoken, dwong Antiochus echter onverrichter zake terug te keren naar Syrië, toen de Romeinse gezant Gaius Popillius Laenas in naam van de senaat hem met de oorlog bedreigde.
In 168 v.Chr. beval hij om het altaar van Baäl Hasjamaïm (het Syrische equivalent van Zeus) op te zetten in de joodse tempel te Jeruzalem. De Joodse priester Mattathias en zijn zoon Judas Makkabeüs leidden de furieuze joden in hun opstand tegen de Seleuciden. Antiochus, woedend over het verzet van de joden, voerde persoonlijk zijn leger aan en liet duizenden joden ombrengen. Vanwege zijn wreedheid noemden de joden hem al gauw Antiochus Epimanes (grieks voor de gek). Antiochus overleed aan een ziekte tijdens het hoogtepunt van de strijd. Judas sneuvelde in de strijd, maar zijn broer Simon Makkabeüs wist, zo'n twee decennia na de dood van Antiochus IV, uiteindelijk onafhankelijkheid voor de Joodse staat te verkrijgen. Hij stichtte de Hasmonese dynastie, die tot 63 v.Chr. in Judea aan de macht zou blijven.
Na de dood van Antiochus IV werd het rijk van de Seleuciden lange tijd door interne twisten verscheurd, wat een verklaring kan zijn voor de uiteindelijk geslaagde opstand van de joden. Antiochus IV werd opgevolgd door Antiochus V Eupator, die slechts twee jaar regeerde.